# Lucien-Marie Dorne
Lucien-Marie Dorne (* 2. Juli 1914 in Andancette; † 2. April 2006 in Saint-Pierre-de-Colombier) war ein französischer römisch-katholischer Geistlicher und Ordensgründer. Er rief die „Missionarfamilie Unserer Lieben Frau“ (französisch: Famille Missionnaire de Notre-Dame, FMND) ins Leben, die auch in Deutschland vertreten ist.

## Leben und Werk

### Der Weg zur Priesterweihe
Der in Privas im Département Ardèche aufgewachsene Dorne wurde in seiner Jugend durch die katholische Pfadfinderbewegung geprägt, wo der spätere Afrikamissionar Joseph Labrosse (1907–1992) sein Ausbilder war. 1930 war er anwesend, als in Gavarnie in den Pyrenäen eine Statue von Notre Dame des Neiges („Maria Schnee“) errichtet wurde, der Schutzpatronin der Pfadfinder. In der Absicht, dem von dem Jesuiten Jacques Sevin (1882–1951) geplanten Pfadfinderorden beizutreten, studierte er Theologie am Priesterseminar in Issy-les-Moulineaux (geistlicher Betreuer: Marc-Armand Lallier), kehrte jedoch, da es nicht zur Ordensgründung kam, in seine Heimat zurück und wurde 1941 in Viviers zum Priester geweiht.

### Betreuer einer Schwesternsammlung in Annonay
Er amtierte zuerst in Bourg-Saint-Andéol, ab 1942 in Annonay. Dort wurde er zum geistlichen Führer einer Gruppe junger Frauen, die eine Berufung zum geweihten Leben spürten und die er auf die Ideale der Pfadfinderbewegung, der Legion Mariens und der Kleinen Schwestern Jesu hin orientierte. Er gab der Gruppe den Namen Equipe Notre Dame des Neiges („Team Maria Schnee“). Die Verehrung von Maria Schnee war Dorne auch von der im gleichen Bistum gelegenen Trappistenabtei Notre-Dame-des-Neiges her bekannt. 

### Gründung der geistlichen Familie in Annonay
1944, nachdem er im Februar mit der Ausbildung begonnen hatte und die Gruppe sich am 25. März Maria Schnee geweiht hatte, fehlte für eine regelrechte Gemeinschaftsgründung noch eine Oberin. Als solche erwies sich die am 23. Oktober hinzugestoßene 37-jährige Augusta Bernard (* 18. April 1907 in Annonay; † 11. April 1963), die bei den Sœurs de Notre-Dame du Cénacle (Schwestern Unserer Lieben Frau vom Rückzug in den Abendmahlssaal, RC) in Lalouvesc wegen Krankheit abgewiesen worden war und die er im Juni 1945 mit der Leitung beauftragte. Die Gruppe hatte nun „Vater“ und „Mutter“ und betrachtete sich als „Familie“. In der Nähe von Annonay ließ Dorne eine Statue von Maria Schnee errichten. Im Zweifel, ob er die Ordensgründung wagen sollte, holte er sich Ende 1945 im nahe gelegenen Châteauneuf-de-Galaure Rat bei der Mystikerin Marthe Robin. Da diese ihn ermunterte, wandte er sich im Januar 1946 an Bischof Alfred Couderc (1937–1965). Dieser reagierte abweisend und versetzte ihn im Februar, zur Verhinderung weiterer Einflussnahme, als Pfarrer nach Saint-Pierre-de-Colombier, bei Aubenas, an das andere Ende des Bistums, quasi in die Wüste.

### Gründung der Familie „Domini“ in Saint-Pierre-de-Colombier
In Saint-Pierre-de-Colombier hatten Frauen der Katholischen Aktion (Action Catholique Générale Féminine, AGCF) im Juli 1944 gelobt, bei Verschonung des Ortes durch die Deutschen der Jungfrau Maria eine Statue zu errichten. Der neue Pfarrer ergriff die Gelegenheit und ließ auch hier eine Maria-Schnee-Statue aufstellen, die der Wundertätigen Medaille nachempfunden war und zu deren Einweihung am 15. Dezember 1946 Bischof Couderc nicht nur selbst kam, sondern nun auch die Gründung erlaubte. Dieser Tag gilt heute als Gründungstag der Gemeinschaft. Im Mai 1947 kamen die ersten Schwestern von Annonay nach Saint-Pierre-de-Colombier, 1948 wurde die Konzeption vervollständigt. Der Konvent sollte sich als Familie verstehen, den Familiennamen „Domini“ (des Herrn) tragen und sich unter Führung von Maria Schnee dem Apostolat der Liebe und der Erziehung der Herzen widmen. 

### Errichtung der Kongregation „Missionarfamilie Unserer Lieben Frau“ und Tod
1975 kam ein männlicher Ordenszweig hinzu. 1984 legte Dorne mit anderen Brüdern vor Bischof Jean Hermil (1965–1992) die ewigen Gelübde ab. 1994 wurde die Gemeinschaft von Bischof Jean Bonfils (1992–1998) mit Zustimmung Roms kanonisch als Verein von Gläubigen begründet, 2000 von Bischof François Blondel (1998–2015) als Institut geweihten Lebens zur Probe auf fünf Jahre und 2005  endgültig kanonisch errichtet. Der von der Kongregation gewünschte Namenszusatz „des Neiges“ wurde von Rom wegen Verwechslungsgefahr mit der Trappistenabtei nicht genehmigt. Sechs Monate später starb Dorne. 

### Weitere Entwicklung der Missionarfamilie
Seit dem 24. Juli 2008 ist die Missionarfamilie Unserer Lieben Frau in Frankreich als Kongregation staatlich anerkannt, wobei Mission im Sinne einer inneren Mission zu verstehen ist. Sie trifft sich jährlich am 15. Dezember im Mutterhaus in Saint-Pierre-du-Colombier. Neben den französischen Niederlassungen in Privas (1953), Saint-Montan, Lyon (1979), Marseille (1980), Grand-Fougeray (1984), Schlettstadt (1988), Trans-en-Provence (1996), Bergerac, Sens, Vannes, Cannes, Sainte-Maxime, Lourdes, La Roche-sur-Yon, Biarritz, sowie in Rom ist sie auch in Deutschland vertreten (Wallfahrtskapelle am Litzelberg in Sasbach am Kaiserstuhl).
In der Gegend um Saint-Pierre-de-Colombier (weniger als 500 Einwohner), dem Sitz der Kongregation, ist die Missionarfamilie Unserer Lieben Frau innerhalb der Bevölkerung sehr umstritten, seitdem sie den Bau einer Basilika im Ort bekannt gab. 
Bei der Anfrage für die Baugenehmigung hatte die FMDN (Famille Missionaire de Notre Dame) verschwiegen, dass der Bau in einem Naturschutzgebiet liegt. 
Auch innerhalb der Amtskirche ist die Missionarfamilie Unserer Lieben Frau nicht unumstritten. Da weder der Vatikan noch das Bistum das Projekt für den Bau dieses überdimensionierten Gotteshauses befürworten, kann die Kongregation selbst nicht mehr von einer Basilika oder Kirche sprechen, sondern nur noch vom Bau einer Kapelle. Sollte es tatsächlich zum Bau kommen, dürfte dieses Bauwerk mit Platz für 3500 Gläubige zu den größten Kapellen weltweit zählen. Eine Finanzierung des Bauvorhabens soll durch Spenden erfolgen.